# Xunta de Galicia
Xunta de Galicia (galicisch, spanisch: Junta de Galicia) ist die Bezeichnung der Regierung der spanischen Autonomen Region Galicien. Die Xunta de Galicia besteht gemäß dem galicischen Autonomiestatut vom 28. April 1981 aus dem Präsidenten (Ministerpräsident), ggf. einem Vizepräsidenten sowie den Fachministern (Conselleiros). Diese werden jeweils vom Präsidenten ernannt und entlassen.

## Geschichte
Langjähriger Regierungschef von Galicien war von 1990 bis 2005 Manuel Fraga Iribarne, der Gründer der spanischen Volkspartei AP bzw. PP (Partido Popular). Aktueller Präsident der Xunta de Galicia ist seit Mai 2022 Alfonso Rueda von der galicischen Volkspartei (PPdeG), einer Regionalgliederung der gesamtspanischen Mutterpartei. Rueda folgte Alberto Núñez Feijóo von der PPdeG nach, der in der Zeit von 2009 bis 2022 die politische Führung der Autonomen Region innehatte. Dazwischen, von 2005 bis 2009, war Emilio Pérez Touriño (PSdeG) Präsident. Seine Regierung wurde von einer von den galicischen Sozialisten (Partido Socialista de Galicia, PSdeG), der Regionalgliederung der spanischen Sozialistischen Partei (PSOE), und dem Bloque Nacionalista Galego (BNG) gebildeten Koalition getragen.

### Präsidenten Galiciens
- Antonio Rosón (1977–1979)
- José Quiroga Suárez (1979–1982, ab 1981 unter dem Autonomiestatut)
- Xerardo Fernández Albor (1982–1987)
- Fernando González Laxe (1987–1990)
- Manuel Fraga Iribarne (1990–2005)
- Emilio Pérez Touriño (2005–2009)
- Alberto Núñez Feijóo (2009–2022)
- Alfonso Rueda (seit Mai 2022)